# Verticordia nitens
Verticordia nitens är en myrtenväxtart som först beskrevs av John Lindley, och fick sitt nu gällande namn av Stephan Ladislaus Endlicher. Verticordia nitens ingår i släktet Verticordia och familjen myrtenväxter. Inga underarter finns listade i Catalogue of Life.